# Signore del Crimine
Il Signore del Crimine, (Crime Master) è un personaggio dei fumetti, creato da Stan Lee (testi) e Steve Ditko (disegni), pubblicato dalla Marvel Comics. La sua prima apparizione è in Amazing Spider-Man (prima serie) n. 26 (luglio 1965).

## Biografia del personaggio

### Nicholas Lewis Sr. ("Lucky Lewis")
Il primo Signore del Crimine fu Nicholas Lewis Sr. detto "Lucky Lewis". Si trovò coinvolto nella guerra tra gang in cui ebbe modo di muovere i primi passi nel mondo del crimine Marvel anche il folletto verde Goblin. È deceduto.

### Nicholas Lewis Jr.
Nella collana Marvel Team-Up n. 39 del novembre 1975, il figlio di Nicholas Lewis Sr., Nicholas Lewis Jr. ereditò il titolo di Signore del Crimine, portato dal padre in precedenza. Venne sconfitto da Spider-Man.

### Bennett Brant
Quando il soldato mutilato di guerra Flash Thompson assunse il ruolo dell'agente governativo Venom si scontrò con un nuovo Signore del Crimine ed il suo braccio destro Jack Lanterna. Sotto la maschera del Signore del Crimine questa volta si scoprì esserci Bennett Brant, fratello della giornalista del Daily Bugle Betty Brant.
1. ↑  Il termine volume è usato in lingua inglese, in questo contesto, per indicare le serie, pertanto Vol. 1 sta per prima serie, Vol. 2 per seconda serie e così via.